# Reservatório El Yeso

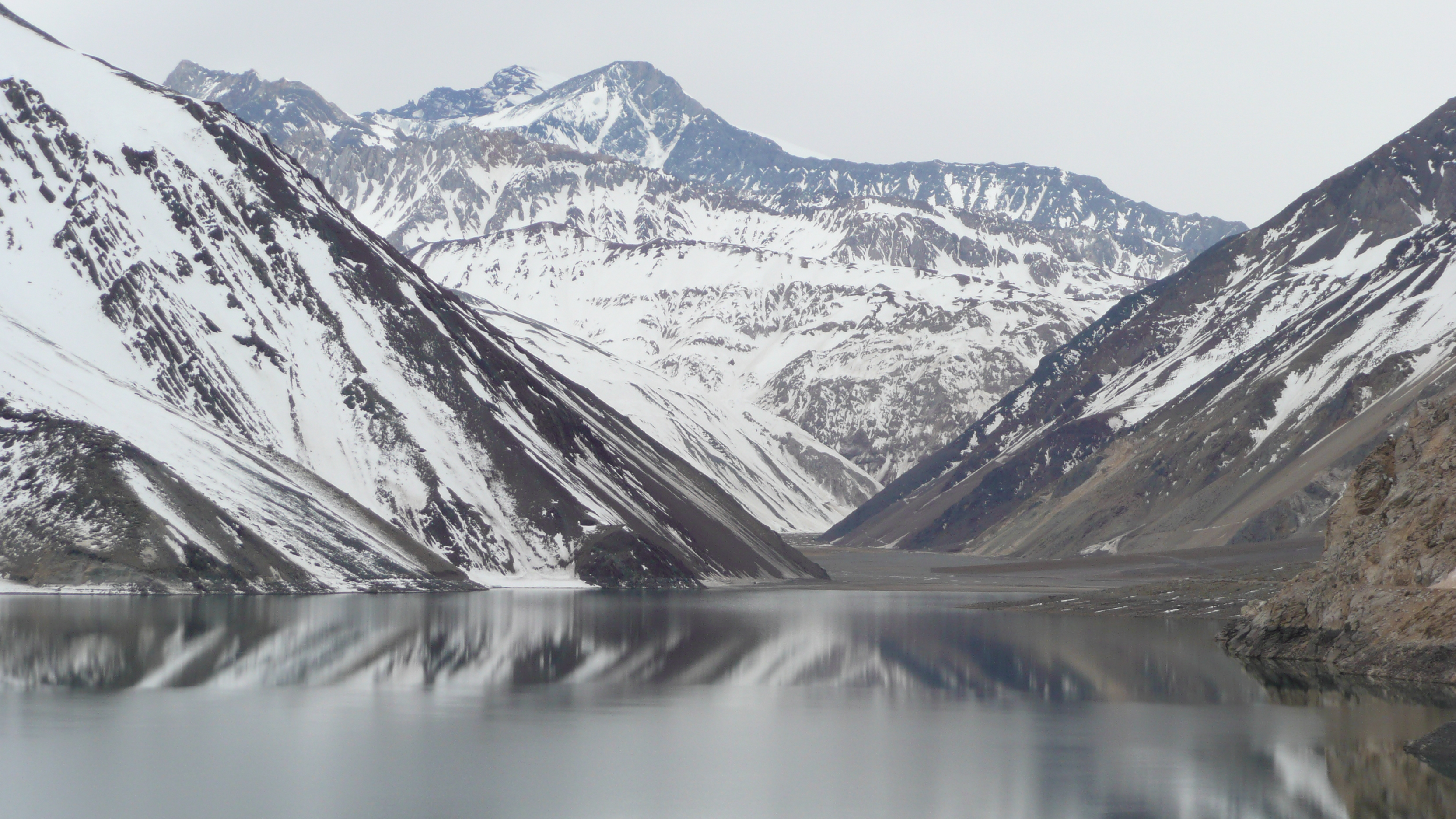
Embalse El Yeso

Parte superior da bacia hidrográfica do rio Maipo

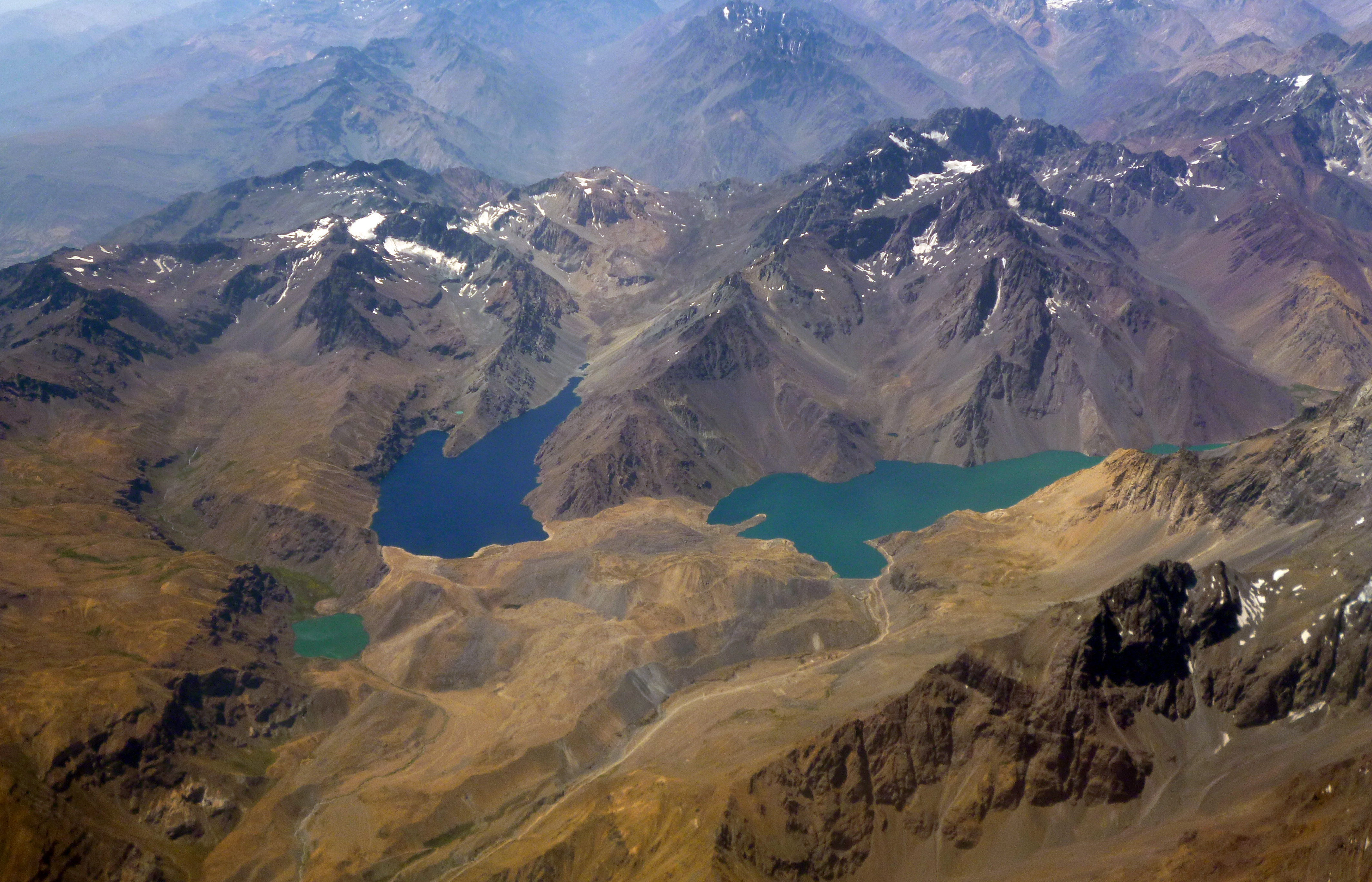
Vista aérea da Laguna Negra e do reservatório El Yeso no verão

O reservatório El Yeso (Embalse El Yeso, em espanhol) é um reservatório artificial de água acumulada por meio de uma represa, localizado na cordilheira dos Andes.

## Localização, propriedade e função
O reservatório encontra-se no local denominado Boca del Valle, situado a 23 km a montante da confluência do rio Yeso com o rio Maipo, a uma altitude de 3.000 metros acima do nível do mar, na comuna de San José de Maipo, Província de Cordillera, Região Metropolitana de Santiago. Foi construído com o objetivo de garantir o abastecimento de água potável e a irrigação da região.

## Represa
A represa é uma barragem de aterro, com núcleo de argila inclinado, com 350 metros de comprimento, 62 metros de altura, 6 metros de largura em seu coroamento e um volume de muro de 1.560.000 m³. O talude voltado para a água é protegido por uma camada de enrocamento com espessura variável entre 0,40 e 1,0 metro, e o talude a jusante conta com enrocamento de um metro de espessura. A capacidade de armazenamento do reservatório é de 250 milhões de metros cúbicos.

## Hidrologia
A bacia do reservatório tem uma elevação média de 4.000 metros acima do nível do mar e uma área de 360 km², o que lhe confere uma hidrologia nival, devido à grande altitude. A vazão média anual de entrada no reservatório é de 10 m³/s, sendo os maiores volumes registrados entre dezembro e janeiro. Sua capacidade de armazenamento alcança 250 hectômetros cúbicos (hm³).

## Lago e arredores
Para acessar o lago, deve-se utilizar a estrada que parte de Puente Alto em direção à cidade de San José de Maipo. Ao seguir por essa via, chega-se à localidade de San Gabriel no quilômetro 47. Alguns quilômetros mais adiante encontra-se a localidade de El Romeral, a 75 km do centro de Santiago, onde há uma bifurcação que permite seguir em direção ao reservatório ou ao Monumento Natural El Morado. Por mais de vinte quilômetros, a estrada acompanha o cânion formado pelo rio Yeso até chegar a um ponto de controle.
Desde dezembro de 2018, a nova regulamentação de trânsito para acesso ao Reservatório El Yeso permite a entrada no local das 6h00 às 14h00, sendo o retorno permitido apenas entre 15h00 e 21h00. No período de abril a agosto, somente veículos autorizados podem trafegar na rota.
É proibida a prática de qualquer esporte aquático, com exceção da pesca. Durante o ano todo, o local é apropriado para acampamento, trilhas e ciclismo de montanha.
É permitido pescar com isca, anzóis triplos e com mosca. A pesca pode ser realizada apenas durante a temporada própria, que geralmente vai de novembro até o primeiro domingo de maio.
Nas proximidades encontra-se a Laguna Negra e, mais adiante, o acesso ao Parque Valle del Yeso, que abriga as Termas del Plomo, a Laguna Los Patos e outros atrativos.